# Marjorie Hasler
Marjorie Hasler (c.1887 - 31 de marzo de 1913) fue una sufragista irlandesa, considerada como "la primera mártir irlandesa por la causa sufragista".

## Biografía
Hasler nació alrededor de 1887 en Irlanda, sin conocerse nada más sobre sus primeros años de vida o su familia. Se unió a la Irish Women's Franchise League (IWFL) en julio de 1910. El 18 de noviembre de 1910, fue una de las diputadas irlandesas que viajó a Londres para apoyar a Emmeline Pankhurst con su petición a HH Asquith, primer ministro británico. En la violencia resultante de este día, que se conoció como el "Viernes Negro", Hasler sufrió una lesión en la cabeza cuando fue golpeada contra una pared. Como resultado, sufrió dolores de cabeza de forma intermitente, así como algunos daños en su columna vertebral. Esto no la disuadió de su acción militante, regresando a Londres al año siguiente cuando fue encarcelada durante 14 días por romper las ventanas del gobierno.
En junio de 1912, fue encarcelada con Hanna Sheehy-Skeffington y otras 6 mujeres en la prisión de Mountjoy por su participación en romper las ventanas de la Oficina General de Correos de Dublín. Estas 8 mujeres fueron las primeras en ser condenadas y encarceladas en Irlanda por acciones de sufragismo militante. Fue multada con £ 10 y sentenciada a 6 meses, que fue la sentencia más larga de cualquiera de las 8 sufragistas condenadas. Hasler comparó a las sufragistas con Land Leaguers en un artículo para The Irish Citizen el 22 de junio de 1912: "No nos gusta romper ventanas más que a los hombres les gusta romper cráneos, pero creo que en ambos casos hay un fuerte sentimiento de que algo debe ser roto antes de que un error pueda ser corregido". Fue liberada el 10 de noviembre de 1912 tras cumplir 4 meses después de la presentación de una petición firmada por 10 de los jurados que la condenaron. Sheehy-Skeffington afirmó que Hasler se negó a permitir que la IWFL también hiciera una petición en su nombre.

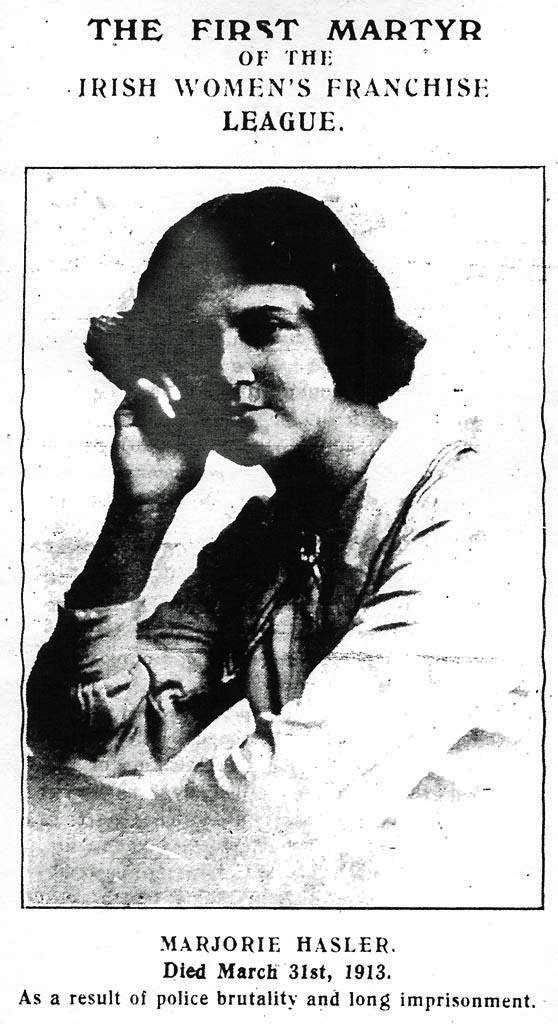
Marjorie Hasler, primera mártir

Al salir de prisión, su salud resultó afectada, sin embargo, esto contrasta con el testimonio de Sheehy-Skeffington sobre las acrobacias deportivas de Hasler mientras estaba en prisión. Falleció repentinamente el 31 de marzo de 1913 después de contraer sarampión. Su muerte ha sido descrita como por insuficiencia cardíaca. Sus compañeras sufragistas y The Irish Citizen sostuvieron que fue su encarcelamiento y brutalidad policial lo que había dañado su salud en el año posterior a su muerte. Sheehy-Skeffington la describió como "singularmente hermosa, su rostro bien definido como un cameo, con brillantes ojos marrones, enmarcados en cortos rizos marrones".